# Grenznutzen
Grenznutzen ist in der Wirtschaftswissenschaft der Nutzenzuwachs, den ein Wirtschaftssubjekt durch zusätzlichen Konsum eines Gutes erfährt. Mathematisch ist der Grenznutzen die erste Ableitung der Nutzenfunktion.

## Allgemeines
Die Wirtschaftswissenschaften kennen viele Komposita wie Grenzkosten, Grenznutzen, Grenzpreis, Grenzprodukt oder Grenzertrag, denen gemeinsam ist, dass es um den Zuwachs geht, der durch den Einsatz einer weiteren Einheit einer ökonomischen Größe erzielt oder aufgewendet wird.
Das ist auch bei Grenznutzen der Fall, einem durch den zusätzlichen Konsum von Gütern (d. h. Produkten oder Dienstleistungen) erzielten Nutzenzuwachs.

## Ermittlung
Der Grenznutzen ist nur bei Annahme einer kardinalen Nutzenfunktion definiert; im Rahmen eines ordinalen Nutzenkonzepts hat er keine Bedeutung.
Die erste partielle Ableitung {\displaystyle \partial u(\mathbf {x} )/\partial x_{i}} der Nutzenfunktion nach einem Gut {\displaystyle x_{i}} bezeichnet man als Grenznutzen dieses Gutes. Formal,
{\displaystyle GN_{i}\equiv \partial u(\mathbf {x} )/\partial x_{i}=\lim _{\Delta x_{i}\to 0}{\frac {u(x_{1},\dotsc ,x_{i}+\Delta x_{i},\dotsc ,x_{n})-u(x_{1},\dotsc ,x_{i},\dotsc ,x_{n})}{\Delta x_{i}}}}.
Anschaulich gibt der Grenznutzen an, wie viel zusätzlichen Nutzen eine marginale Erhöhung der Menge von Gut {\displaystyle x_{i}} stiften würde, wobei die Menge aller anderen Güter unverändert gelassen wird. Ein Grenznutzen von {\displaystyle 0} bedeutet, dass für dieses Gut Sättigung eingetreten ist. Eine weitere Einheit dieses Gutes würde (bei einem konkaven Funktionsverlauf) keinen zusätzlichen Nutzen stiften. Dieser negative Grenznutzen wird „Übel“ genannt.

## Geschichte
Daniel Bernoulli löste 1738 das Sankt-Petersburg-Paradoxon durch die Annahme abnehmenden Grenznutzens. Das Gesetz vom abnehmenden Grenznutzen wurde 1854 von Hermann Heinrich Gossen formuliert.

## Abnehmender Grenznutzen
Bei Gütern gilt in der Regel das Gesetz vom abnehmenden Grenznutzen: Konsumiert eine Person nach einem ersten Gut G1 ein weiteres Gut G2, nimmt der Nutzen dieses Gutes G ab. Beispielsweise nimmt der Grenznutzen von Brötchen ab einer bestimmten Menge immer weiter ab. Eine Person kann in einer bestimmten Zeit ein Brötchen konsumieren. Ab einer bestimmten Menge an Brötchen nimmt der Nutzen jedes weiteren Brötchens ab. 10 Brötchen haben nicht den 10-fachen Nutzen wie ein Brötchen und 100 Brötchen nicht den hundertfachen. Ähnliches gilt für das finanzielle Einkommen. Zwar kann eine Person etwa ein monatliches Einkommen von 1000 Euro in einer bestimmten Zeit ausgeben. Der Nutzen weiterer Einnahmen steigt aber nicht proportional ins Beliebige. Ein Einkommen von 100.000 Euro im Monat hat nicht den 100-fachen Nutzen für dieselbe Person, da zahlreiche Bedürfnisse bereits befriedigt worden sind.

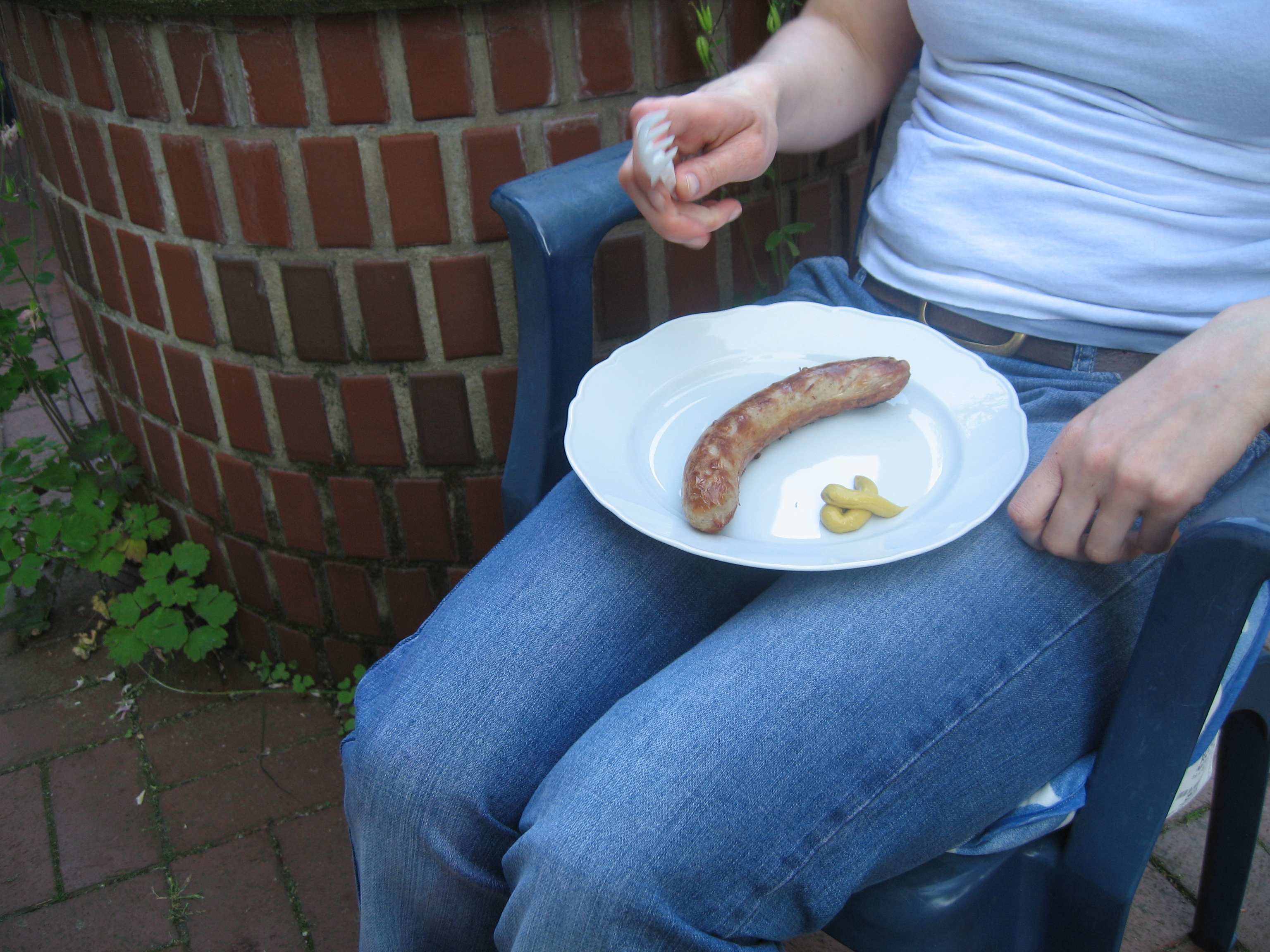
Eine Bratwurst

Mathematische Formulierung:
{\displaystyle {\begin{aligned}{\frac {\partial u(\mathbf {x} )}{\partial x_{i}}}>0,\quad {\frac {\partial ^{2}u(\mathbf {x} )}{\partial x_{i}^{2}}}<0\\\end{aligned}}}

### Beispiel
Jemand hat am Jahrmarkt Hunger und kauft sich daher eine Bratwurst. Dadurch wird der Hunger zumindest teilweise gestillt. Hat er danach immer noch Hunger, kauft er eine weitere, die ihm wohl auch noch schmeckt. Mit der vierten oder fünften Wurst wird er keinen weiteren Hunger stillen können, und isst er dann die siebte oder achte, wird ihm gar schlecht werden. Der zusätzliche Nutzen der achten Bratwurst (= ihr Grenznutzen) ist also negativ. Besser wäre es gewesen, er hätte sich stattdessen z. B. ein Glas Apfelsaft gekauft.

## Grenznutzen und Glück
Der Grenznutzen bestimmt auch die Lebenszufriedenheit oder das Glück von Menschen. Die Zufriedenheit von Menschen steigt bei steigendem Einkommen, allerdings sinkt der Grenzzuwachs, das heißt, die Zufriedenheit steigt relativ zum steigenden Einkommen mit einer abnehmenden Rate. Demnach ist der Grenzzuwachs einer Zunahme des Jahreseinkommens von ursprünglich 10.000 Dollar auf 20.000 Dollar deutlich stärker als der einer Erhöhung von 90.000 auf 100.000 oder von 100.000 auf 200.000. Eine Theorie zum Zusammenhang von Einkommen und Glück wurde von Richard Easterlin aufgestellt (vgl. Easterlin-Paradox).